# Ворм-Мінерал-Спрінгс (Флорида)
Ворм-Мінерал-Спрінгс (англ. Warm Mineral Springs) — переписна місцевість (CDP) в США, в окрузі Сарасота штату Флорида. Населення — 5442 особи (2020).

## Географія
Ворм-Мінерал-Спрінгс розташований за координатами 27°2′49″ пн. ш. 82°16′14″ зх. д. / 27.04694° пн. ш. 82.27056° зх. д. (27.046863, -82.270421).  За даними Бюро перепису населення США в 2010 році переписна місцевість мала площу 6,86 км², з яких 5,95 км² — суходіл та 0,91 км² — водойми.

## Демографія
Згідно з переписом 2010 року, у переписній місцевості мешкала 5061 особа в 2796 домогосподарствах у складі 1685 родин. Густота населення становила 737 осіб/км².  Було 4021 помешкання (586/км²).
Расовий склад населення:
| - 96,5 % — білих - 1,5 % — чорних або афроамериканців - 0,3 % — азіатів - 0,2 % — корінних американців |

До двох чи більше рас належало 1,0 %. Частка іспаномовних становила 3,3 % від усіх жителів.
За віковим діапазоном населення розподілялося таким чином: 5,5 % — особи молодші 18 років, 26,1 % — особи у віці 18—64 років, 68,4 % — особи у віці 65 років та старші. Медіана віку мешканця становила 71,3 року. На 100 осіб жіночої статі у переписній місцевості припадало 87,4 чоловіків;  на 100 жінок у віці від 18 років та старших — 85,8 чоловіків також старших 18 років.
Середній дохід на одне домашнє господарство  становив 47 920 доларів США (медіана — 43 219), а середній дохід на одну сім'ю — 54 214 долари (медіана — 46 498). За межею бідності перебувало 7,9 % осіб, у тому числі 2,5 % дітей у віці до 18 років та 5,5 % осіб у віці 65 років та старших.
Цивільне працевлаштоване населення становило 859 осіб. Основні галузі зайнятості: науковці, спеціалісти, менеджери — 15,4 %, освіта, охорона здоров'я та соціальна допомога — 13,4 %, мистецтво, розваги та відпочинок — 12,1 %.